# Acanthurus coeruleus
Acanthurus coeruleus, conosciuto comunemente come Pesce chirurgo blu, è un pesce d'acqua salata appartenente alla famiglia Acanthuridae.

## Distribuzione e habitat
È una specie diffusa lungo le due coste dell'Oceano Atlantico: a est da New York alle coste del Brasile e lungo le coste dell'Isola di Ascensione. Una popolazione di origine ignota pare essersi stabilita nel mar Mediterraneo orientale lungo le coste dell'isola di Cipro. Vive in acque poco profonde (massimo 40 m di profondità), lungo le barriere coralline o in zone rocciose o densamente vegetate. Preferisce temperature comprese tra i 24 e i 27 °C.

## Descrizione
Presenta un corpo marcatamente ovale, piuttosto compresso ai fianchi, con la coda a forma di mezzaluna. La pinna dorsale è bassa ma lunga, arrotondata, così come la pinna anale. Le pettorali sono trapezoidali. 

La livrea è semplice: il corpo è turchese e, a parte la testa, è finemente striato di turchese più chiaro. Le pinne sono bordate d'azzurro elettrico, così come l'iride dell'occhio. Tuttavia la colorazione varia a seconda delle zone (alcuni esemplari hanno corpo tendente al viola, altri con la caratteristica spina dei peschi chirurgo gialla, altri ancora con pinne gialle).

Raggiunge una lunghezza massima di 40 cm, ma comunemente arriva a 25 cm.

## Comportamento e Alimentazione

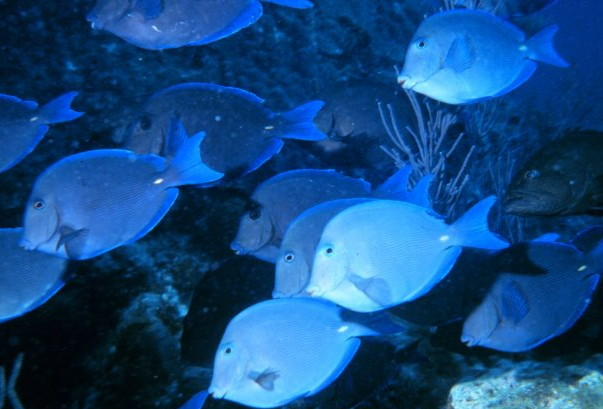
Un banco di Pesce Chirurgo Blu

Questo pesce in gioventù forma grandi banchi di comunità con Acanthurus chirurgus e Abudefduf saxatilis con i quali si nutre di alghe ma anche di parassiti su pelle e carapace di tartarughe marine (Chelonia mydas).

## Predatori
Il Pesce chirurgo blu è predato abitualmente da Thunnus albacares, Mycteroperca tigris e Caranx ruber.

## Riproduzione
Come gli altri acanturidi, ha fecondazione esterna.

## Interazioni con l'uomo
Può infliggere ferite con le sue spine taglienti ai sub o snorkers incauti che si avvicinano troppo.